# 拉梅西亞 (新墨西哥州)
拉梅西亞（英語：La Mesilla）是位於美國新墨西哥州里奧阿里巴縣的普查規定居民點。

## 人口
根據2020年美國人口普查的數據，拉梅西亞的面積為11.63平方千米，當中陸地面積為11.53平方千米，而水域面積為0.09平方千米。當地共有人口1844人，而人口密度為每平方千米158.56人。